# Apple I

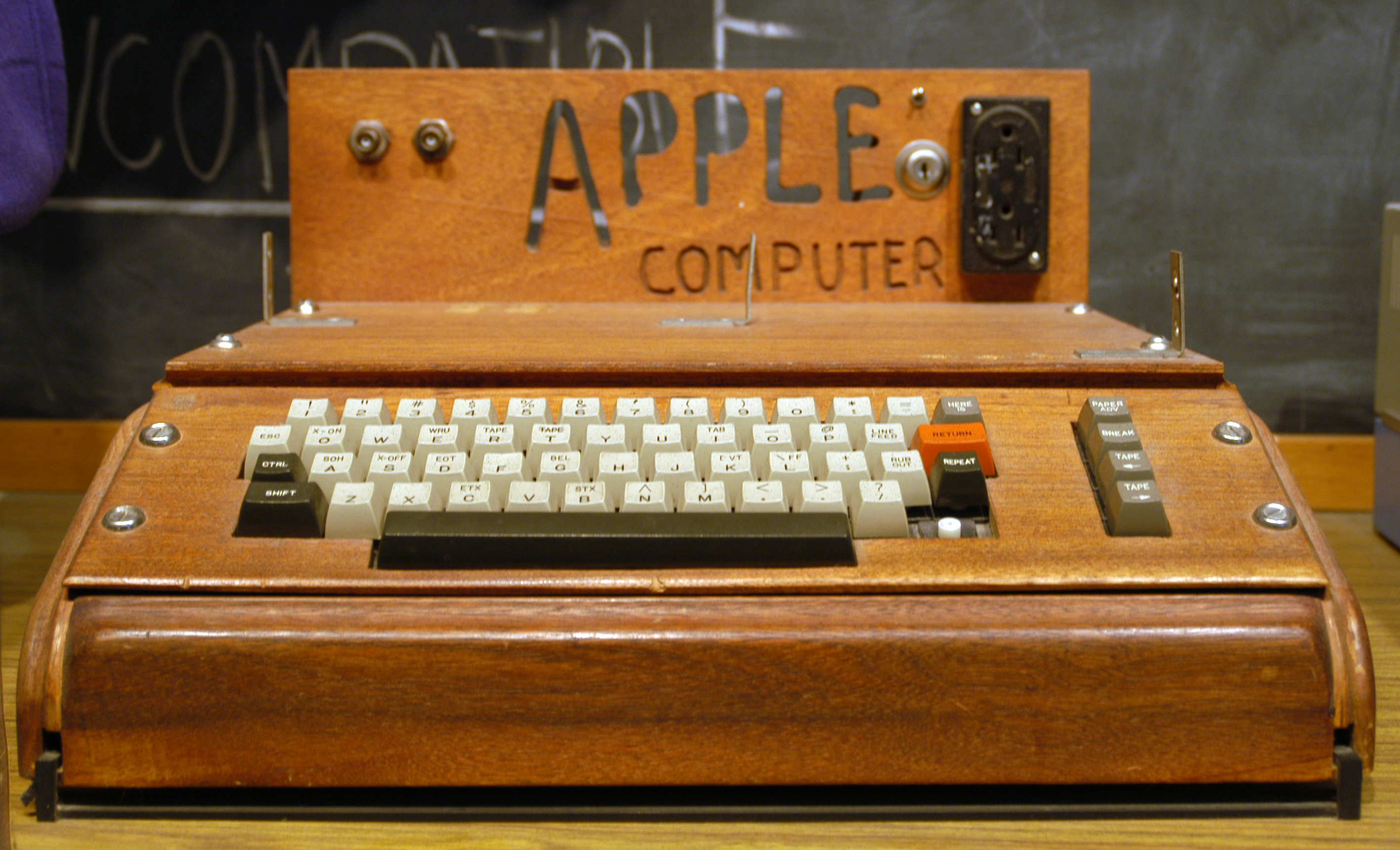
Apple I expuesto en el Smithsonian Institution.

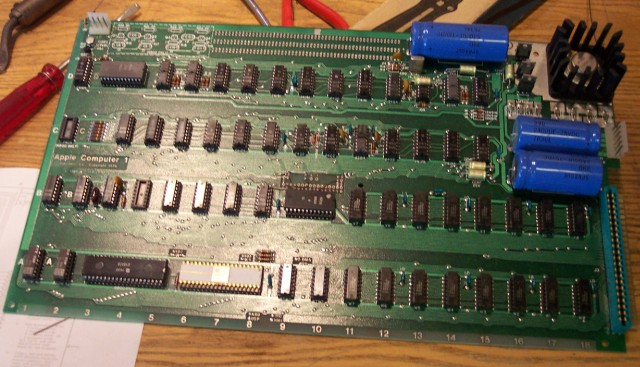
Tarjeta principal del Apple I.

El Apple I fue uno de los primeros computadores personales, y el primero en combinar un microprocesador con una conexión para un teclado y un monitor. Fue diseñado y hecho a mano por Steve Wozniak

## Historia
El Apple I salió a la venta en julio de 1976 y fue la primera computadora con el curioso precio de 666,66 $ porque a Wozniak le gustaban los dígitos repetidos y porque ellos originalmente lo vendieron a una tienda local por $ 500 y añadieron un tercio de margen de beneficio. Se fabricaron 200 unidades.
A diferencia de otras computadoras para aficionados de esos días, que se vendían en formato de kit, el Apple I era una placa completamente ensamblada que contenía 62 chips. 
Sin embargo, para hacer una computadora funcional, los usuarios todavía tenían que agregar una carcasa, un transformador para fuente de alimentación, el interruptor de encendido, un teclado ASCII, y una pantalla de video compuesto. 
Más adelante se comercializó una tarjeta opcional que proporcionaba una interfaz para casetes de almacenamiento con un costo de $75.

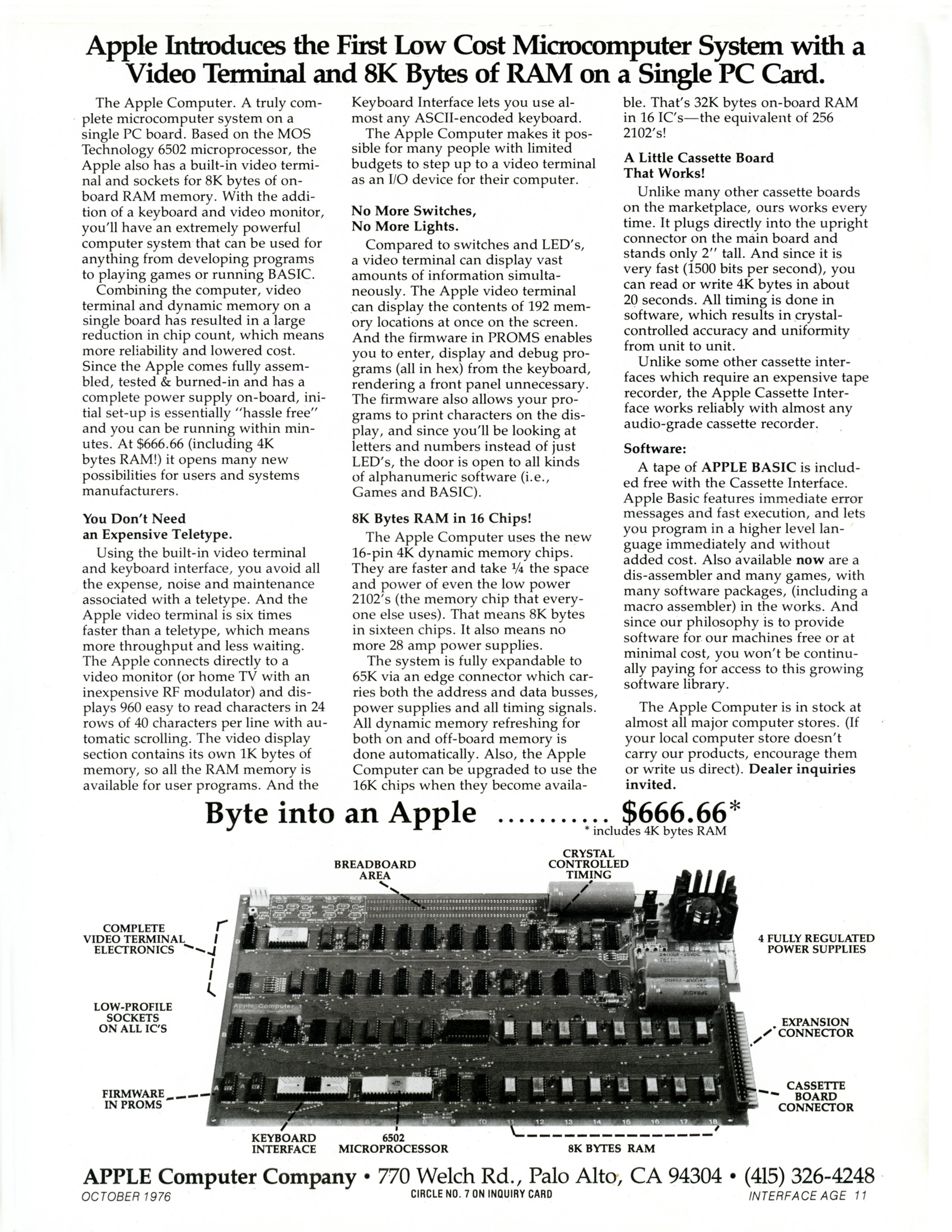
Publicidad de introducción del ordenador Apple I

El uso de un circuito para terminal de computadora incorporado en el Apple I fue distintivo. Todo lo que se necesitaba añadir era un teclado y un televisor económico como monitor. 
Las máquinas de la competencia como el Altair 8800 generalmente se programaban con interruptores de palanca montados en el panel frontal y usaban luces señalizadoras para la salida, (comúnmente LEDs rojos), y tenían que ser extendidas con hardware separado para permitir la conexión a un terminal de computadora o a una máquina de teletipo. 
Esto hizo al Apple I una máquina innovadora en su momento, a pesar de su carencia de gráficos o de capacidades de sonido. En abril de 1977 el precio bajó a $475. Continuó siendo vendido hasta agosto de 1977, a pesar de la introducción del Apple II en abril de 1977, que comenzó a despacharse en junio de ese año. Apple había sacado al Apple I de su lista de precios antes de octubre de 1977, descontinuándola oficialmente.
- En el año 2008, se estimaba que existían entre 30 y 50 computadores Apple I, lo que los convierte en un muy raro artículo de colección. Un Apple I se vendió por $50.000 en una subasta en 1999; al parecer se vendió otro por $50.000 USD en 2010 (número de serie 82); sin embargo, un precio más típico para un Apple I está en la rango de $14.000 a $16.000. Un clon compatible a nivel de software con el Apple I, producido usando componentes modernos, fue vendido en cantidades limitadas en el 2003 a un precio de alrededor de $200.
- En 2009, uno se vendió por $17.500. Por otro, en 2010, se pagaron $213.600.
- En junio de 2012 se subastó en Nueva York un ejemplar de "Apple I" funcionando, por el cual se pagaron $US 374.500[5]
- El 25 de mayo de 2013, una Apple I fabricado de forma artesanal aún funcionando con manual original, fue adquirido por un ofertante anónimo de Alemania en una subasta, por $US 671.400 dólares, es una de las seis computadoras de este tipo que existen en el mundo.[9][10]

## Emuladores, copias, y réplicas
Un clon compatible a nivel de software con el Apple I, (Replica 1), producido usando componentes modernos, fue lanzado en 2003 en un precio de alrededor $200. Otras réplicas y kits están disponibles.
El Multi Emulator Super System también soporta al Apple I.

## Especificaciones
- CPU: MOS Technology 6502 @ aproximadamente 1 MHz.
- RAM: 4 KB estándar, expandible a 8 KB en la tarjeta o hasta 48 KiB usando tarjetas de expansión (productos de terceros).
- ROM: 256 bytes, en donde residía el programa monitor, un pequeño programa escrito en lenguaje ensamblador.
- Gráficos: 40×24 caracteres, con scrolling implementado en hardware.

## Pieza de colección
- El 23 de noviembre de 2010, fue subastada una unidad del Apple I en la casa de subastas Christie's de Londres. Se incluía en el lote de subasta, una placa base con un microprocesador 6502 de 8 bits y 8 KiB de RAM acompañada de los manuales y varios complementos entre los que estaba una carta firmada por Steve Jobs. El precio inicial de la subasta era de 150 000 $ y el precio final pagado fue de 133 250 £, equivalente a 157 657 € o $213 000. Este importe era 425 veces el precio en ese momento de un iPad, el computador tipo tableta puesto a la venta por Apple ese mismo año. Steve Wozniak, uno de los dos cofundadores de Apple asistió a la subasta.[17][18]

- En octubre de 2014, fue subastado una placa  Apple I, por $ 905.000 para el Museo Henry Ford en Dearborn, Míchigan. La venta incluye el teclado, monitor, pletinas de casete, y un manual. La subasta fue dirigida por Bonham.[19]